# Chrysopodes (Chrysopodes) pulchellus
Chrysopodes (Chrysopodes) pulchellus is een insect uit de familie van de gaasvliegen (Chrysopidae), die tot de orde netvleugeligen (Neuroptera) behoort. 
Chrysopodes (Chrysopodes) pulchellus is voor het eerst wetenschappelijk beschreven door Banks in 1910.